# Svenbo
Svenbo ost er en dansk udgave af emmentaler ost. Det er en fast skæreost med store huller. Den kaldes også »dansk emmentaler«, og den danske produktion begyndte i Svendborg i 1898.
En anden dansk emmentaler ost er Samsø ost.